# Bistinepass

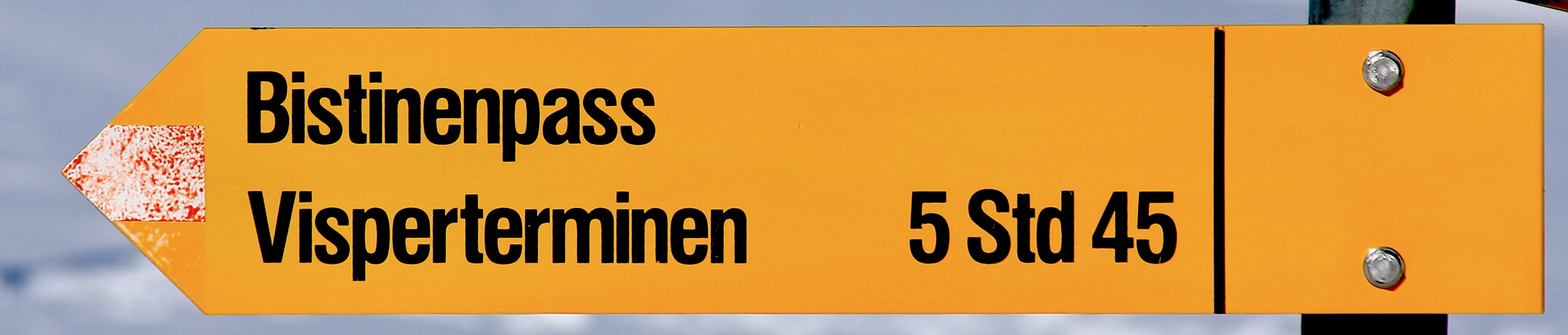
Wegweiser auf dem Simplonpass zum Bistinenpass

Der Bistinepass, auch Bistinenpass oder Bischtinupass (neuere dialektnahe Schreibung) genannt, ist ein Übergang auf 2416 m ü. M. vom Simplonpass zum Nanztal.
Während des Krieges errichtete die dritte Kompanie des Gebirgs-Füsilier-Bataillons 35, das Teil des Gebirgsinfanterieregimentes 17 und damit Teil der Grenzbrigade 11 war, auf dem Bistinepass ein Monument. Ebenso entstanden damals im Nanztal und am Simplonpass sowie auf deren Anhöhen zahlreiche heute noch bestehende Wegbauten zur Beobachtung und Verteidigung gegen seitliche Umgehungsversuche des Simplonpasses und seiner Befestigungen.
Über den Pass führt die nationale Wanderroute 6 von Wanderland Schweiz. Der sogenannte Alpenpässe-Weg von Chur nach Saint-Gingolph führt auf der Etappe vom Simplonpass über den Bistinepass durch das Nanztal und weiter über den Gibidumpass nach Gspon. Die Wanderzeit für diesen Abschnitt beträgt ca. 7 ½ Stunden.
Parallel zum Bistinepass gelegene Übergänge von der Gegend des Simplonpasses ins Nanztal sind nach Norden die Nanzlicke, die Innere Nanzlicke und die Üsseri Nanzlicke. Im Süden davon befinden sich die Magelicke und der Sirwoltesattel. Sie liegen alle höher als der Bistinepass.

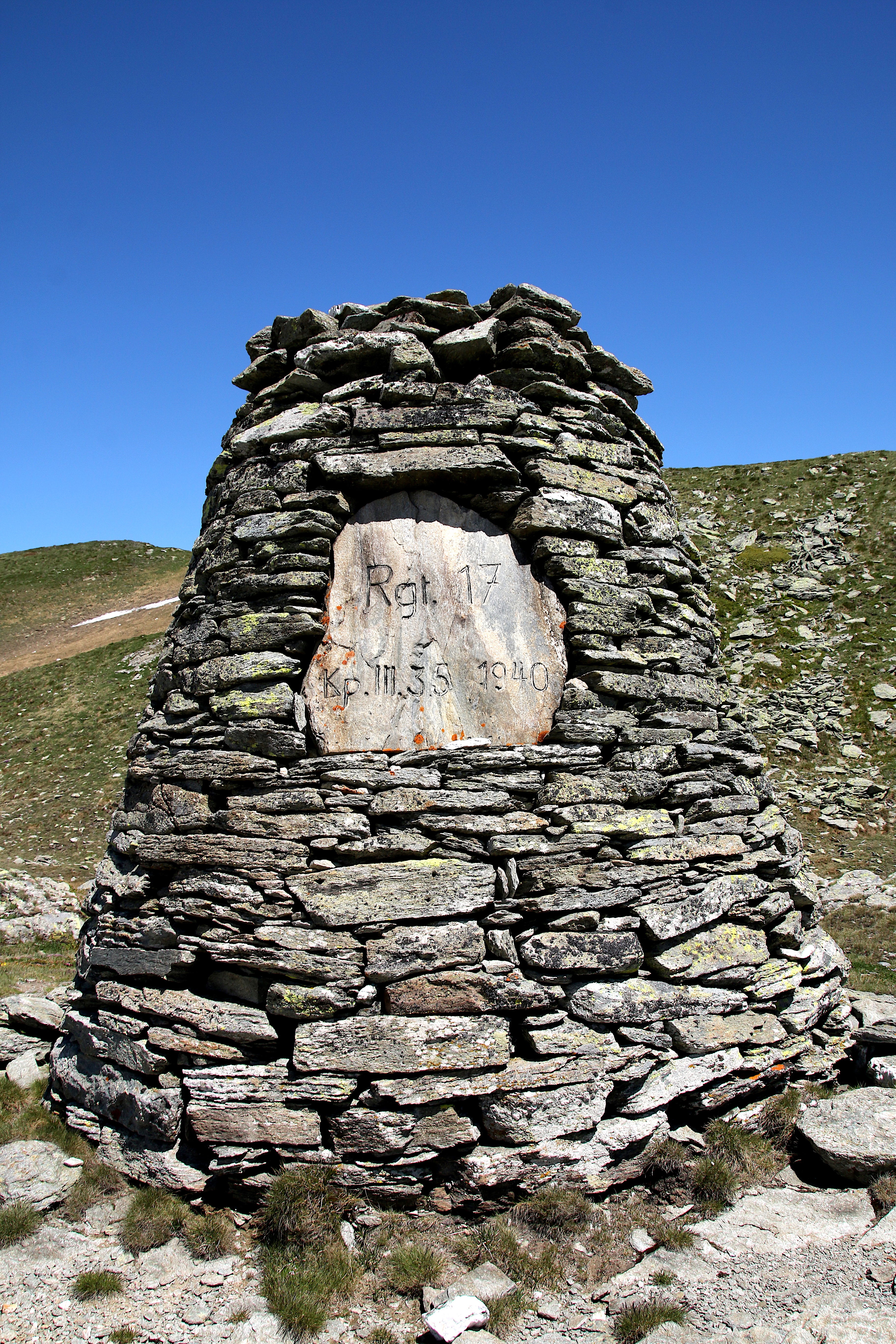
Monument der Kp.III.35 aus dem Jahr 1940